# کالین لین
کالین لین (به انگلیسی: Colleen Lanne) (زادهٔ ۱۸ اوت ۱۹۷۹) شناگر اهل ایالات متحده آمریکا است.